# عايشة (الرقة)
عايشة قرية سورية تتبع ناحية سلوك في منطقة تل أبيض في محافظة الرقة. بلغ عدد سكانها 1078 نسمة في عام 2004 حسب إحصاء المكتب المركزي للإحصاء.